# 하우스 음악
하우스 음악(house music)은 1980년대 중반부터 시작된 여러 전자 댄스 음악 스타일의 총칭이다. 하우스란 어원은 올드 디스코 음악과 유로 신스팝 음악을 혼합한 시카고의 DJ 프랭키 너클즈가 활동하던 창고 클럽에서 따 왔다고 한다. 그 클럽의 단골들이 그의 음악을 "하우스" 음악이라고 이름붙였다고 전해진다. 여기서 말하는 "하우스"는 클럽이라는 공간을 지칭한다. 즉 "Home"과는 다른 의미로서, 클럽이라는 하우스에서 만들어진 강한 비트의 댄서블한 음악을 가리키는 것이다. 하지만, 프랭키는 그 당시 새로운 음악 형태를 만들지 않았으며, Chip E.의 초기 작품 "It's House"가 새로운 전자 음악의 형태를 정의하고 이를 "하우스 음악"이라 명명했다는 주장도 있다.
하우스 음악이 공통적인 요소로는 드럼 머신(혹은 샘플러)에 의해 생성된 4/4박자의 리듬과 정적인 베이스라인을 들 수 있다. 이러한 요소들에서 전자 사운드 혹은 재즈, 블루스 혹은 신스팝과 같은 음악의 샘플을 넣기도 한다. 하우스 음악은 현재 다양한 하위 장르로 분화되어 있다.

## 대표적 아티스트와 곡
- 49ers - Die Walkure
- Adeva - Respect; Warning
- 아비치 - Wake Me Up
- 아비치 - Levels, Silhouettes

->이 두 곡들이 위의 곡보다 좀더 하우스의 개념에 근접해 있다.
- Beatmasters - Rock da house
- Bizarre Inc - I'm Gonna Get You (ft Angie Brown)
- Black Box - Ride on time; I don't know anybody else; Everybody; Strike it up
- Bomb The Bass - Beat Dis; Megablast
- Chip E. - Time 2 Jack
- Chip E. - Like This
- Chip E. - Godfather of House Music
- Coldcut - People hold on
- COLDFEET - Feeling Good
- Crystal Waters - Gypsy Woman (she's homeless); Makin happy
- D-Mob - We Call It Acieed
- Double Dee - Found love
- Farley Jackmaster Funk - Love Can't Turn Around
- Fingers Inc. - Can You Feel It
- Frankie Knuckles - Your Love
- Hithouse - Jack To The Sound Of The Underground
- 하우스 룰즈 - Star City Song
- Jaydee - Plastic Dreams
- J.M. Silk - Jack Your Body
- Jomanda - Got A Love For You; Make my body rock
- Krush - House Arrest
- Latino Party - Esta Loca; Tequila
- Lil' Louis - French Kiss; I'm hot for you
- M/A/R/R/S - Pump Up The Volume
- Mel & Kim - Respectable
- 내털리 콜 - Pink Cadillac (remix)
- 토와 테이 - Future Listening!
- 다이시 댄스 - Romance For Journey; Renovation; Moonrise... Moonset
- 나이트크롤러스 - Push the Feeling On
- Paul Simpson - Musical Freedom
- Raze - Break For Love
- 로열 하우스 - Can You Feel It; Party People
- S-Express - Theme from S-Express
- Stardust - Music Sounds Better With You
- Steve Silk Hurley - Jack Your Body
- 테크토닉 - Pump up the jam
- Ten City - Devotion; That's the way love is
- Yazz - Stand up for your love rights; The only way is up
- 앨런 워커 - fade
- Sigala - lullaby

## 같이 보기
- 전기 기타
- 전자 음악